# 글리제 902
글리제 902는 지구에서 37광년 떨어져 있는 단독성이자 오렌지색 왜성(분광형 K3V)으로, 인디언자리 방향에 있다. 겉보기 등급은 7등성으로, 맨눈으로는 볼 수 없으며 쌍안경이나 작은 망원경이 있으면 쉽게 관찰할 수 있다. 분광형으로 볼 때 이 별은 우리 태양보다 좀 더 어둡고 표면 온도도 낮으며 질량 또한 작다.